# Col du Soulor
Der Col du Soulor ist ein 1474 Meter hoher Gebirgspass in den französischen Pyrenäen. Er verbindet das Vallée d’Ouzom im Département Pyrénées-Atlantiques mit dem Vallée d’Arens im Département Hautes-Pyrénées. Die Ostrampe des Col du Soulor ist Teil der Pyrenäen-Hochstraße Route des Cols, sie führt von der Passhöhe weiter zum Col d’Aubisque.

## Streckenführung
Die Ostrampe überwindet auf 19 Kilometern Länge 1.019 Höhenmeter. Die ersten drei Kilometer nach dem Ortsausgang von Argelès-Gazost bis Arras-en-Lavedan beinhalten bereits 220 Höhenmeter, anschließend verläuft die Strecke 9 km lang recht flach bis zur letzten Ortschaft Arrens-Marsous auf 875 Metern Höhe. Dort zweigt eine 9,5 km lange Stichstraße in den oberen Teil des Vallée d’Arrens zum Nationalpark Pyrenäen ab. Hinter Arrens-Marsous beginnt der obere, weitaus steilere Abschnitt der Passstraße. Die Kehrenstrecke besitzt eine Durchschnittssteigung von 8,0 % mit einem Maximum von gut 10 % kurz vor der Passhöhe.
Die Hauptstrecke D 918 führt nach einem kurzen Gefälle weiter über die Corniche an der Felswand des Cirque du Litor und dann hinauf zum Col d’Aubisque. Sie ist landschaftlich äußerst reizvoll.
Die Nordrampe des Col du Soulor wird von der Nebenstraße D 126 gebildet. Als Beginn ist die Ortschaft Arthez-d’Asson anzusehen. Die ersten zehn Kilometer im engen Tal des Flusses Ouzom sind noch nahezu flach. Im Ort Ferrières beginnt auf 574 Metern Höhe die eigentliche Passstraße. Die nächsten vier Kilometer führen in den letzten Ort Arbéost (819 m), danach folgen 655 Höhenmeter auf acht Kilometern Länge. Nach fünf Kilometern wendet sich die von Norden kommende Straße nach Osten, dort bietet sich ein Panoramablick auf den Cirque du Litor.

## Tour de France
Obwohl der Col du Soulor bereits 81-mal im Programm der Tour de France aufschien und Teil der ersten Pyrenäen-Etappe im Jahr 1910 war, wurden nur selten Bergwertungen auf dem Pass abgenommen. Der Grund dafür ist, dass der Pass meist in Kombination mit dem höheren Col d’Aubisque (1709 m) befahren wird. So wird die Ostauffahrt meist als Teilstück des Col d’Aubisque angesehen, während die Westauffahrt nur eine kurze Gegensteigung auf der Abfahrt des Passes darstellt. Die Nordauffahrt, die im Jahr 1966 erstmals befahren wurde, nutzte die Tour-de-France-Organisation ebenfalls, um auf den Col d’Aubisque zu gelangen.
1973 wurde der Col du Soulor auf der 14. Etappe erstmals als eigenständiger Pass befahren. Er bildete den Schlussanstieg auf der Strecke von Luchon nach Pau, wobei zuvor mit dem Col d’Aspin (1489 m) und dem Col du Tourmalet (2115 m) zwei weitere Pyrenäen-Pässe überquert wurden. Die Bergwertung der 1. Kategorie sicherte sich damals der Spanier Pedro Torres. Bis ins Jahr 1975 blieb der Col du Soulor ein Anstieg der 1. Kategorie, ehe er seine Klassifizierung nach der Rückkehr des Col d’Aubisque wieder verlor. Im Jahr 1982 wurde die Nordauffahrt des Col de Soulor als Anstieg der Hors Catégorie (HC-Kategorie) bewertet, was eine einmalige Entscheidung der Tour-de-France-Organisation bleiben sollte. Die kurze Westauffahrt wurde bereits als Bergwertung der 2. und 4. Kategorie klassifiziert, wobei in näherer Vergangenheit keine Bergwertungen mehr abgenommen wurden. Auch die Ost- und Nordauffahrten wurden in den letzten Jahren nur dann mit einer Bergwertung der 1. Kategorie versehen, wenn der Col du Soulor unabhängig vom Col d’Aubisque befahren wurde. Die letzte Auffahrt des Col du Soulor erfolgte im Jahr 2019 auf der 14. Etappe, wobei die Nordauffahrt in Angriff genommen wurde.
Im Jahr 2022 stand der Col du Soulor im Rahmen der 18. Etappe auf dem Programm. Zuvor wurde jedoch der Col d’Aubisque überquert, sodass auf der Passhöhe keine Bergwertung abgenommen wurde. Im Anschluss führte die Abfahrt vom Col du Soulor in Richtung Norden, ehe mit dem Col de Spandelles (1378 m) ein neuer Anstieg im Programm der Tour de France in Angriff passiert wurde.
Im Jahr 2025 wurde im Rahmen der 12. Etappe erneut eine Bergwertung der Tour de France auf dem Col du Soulor abgenommen. Die Strecke führte dabei über die Nordauffahrt, ehe es über den kleineren Col des Bordères zur Bergankunft nach Hautacam ging.
| Jahr  | Etappe           | Bergwertung   | Sieger                | Auffahrt |
| ----- | ---------------- | ------------- | --------------------- | -------- |
| 1973  | 14. Etappe       | 1. Kategorie  | Pedro Torres          | Ost      |
| 1974  | 18. Etappe       | 1. Kategorie  | Andrés Oliva          | Ost      |
| 1975  | 10. Etappe       | 1. Kategorie  | Lucien Van Impe       | Ost      |
| 1979  | 03. Etappe       | 1. Kategorie  | Mariano Martínez      | Ost      |
| 1982* | 12. Etappe       | HC. Kategorie | André Chalmel         | Nord     |
| 1985* | 18. Etappe (18a) | 1. Kategorie  | Stephen Roche         | Ost      |
| 1985* | 18. Etappe (18b) | 4. Kategorie  | Álvaro Pino           | West     |
| 1996* | 17. Etappe       | 1. Kategorie  | Pascal Hervé          | Ost      |
| 1997  | 14. Etappe       | 1. Kategorie  | Laurent Brochard      | Nord     |
| 1999* | 16. Etappe       | 1. Kategorie  | Pavel Tonkov          | Ost      |
| 2000* | 10. Etappe       | 2. Kategorie  | Javier Otxoa Palacios | West     |
| 2010  | 17. Etappe       | 1. Kategorie  | Marcus Burghardt      | Nord     |
| 2019  | 14. Etappe       | 1. Kategorie  | Tim Wellens           | Nord     |
| 2025  | 12. Etappe       | 1. Kategorie  | Michael Woods         | Nord     |

* Bergwertungen trotz Kombination mit dem Col d’Aubisque